# تشارلز إدغار كلارك
تشارلز إدغار كلارك (بالإنجليزية: Charles Edgar Clark)‏ هو ضابط أمريكي، ولد في 10 أغسطس 1843 في برادفورد في الولايات المتحدة، وتوفي في 1 أكتوبر 1922 في لونغ بيتش في الولايات المتحدة.